# Campeonato Africano de Atletismo de 2014 - 100 m masculino
A prova dos 100 metros masculino do Campeonato Africano de Atletismo de 2014 foi disputada entre os dias 10 e 11 de agosto de 2014 no Estádio de Marrakech  em Marrakech,  no Marrocos. Participaram da prova 51 atletas. 

## Recordes
Antes desta competição, os recordes mundiais e do campeonato nesta prova eram os seguintes:
|                       | Nome           | Nacionalidade | Tempo | Local  | Data                 |
| --------------------- | -------------- | ------------- | ----- | ------ | -------------------- |
| Recorde mundial       | Usain Bolt     | Jamaica       | 9s 58 | Berlim | 16 de agosto de 2009 |
| Recorde do campeonato | Seun Ogunkoya  | Nigéria       | 9s 94 | Dakar  | 19 de agosto de 1998 |
| Recorde africano      | Olusoji Fasuba | Nigéria       | 9s 85 | Doha   | 12 de maio de 2006   |

## Medalhistas
| Ouro                     | Prata            | Bronze                  |
| Hua Wilfried Koffi (CIV) | Mark Jelks (NGR) | Monzavous Edwards (NGR) |

## Cronograma
Todos os horários são locais (UTC+1).
| Data         | Hora  | Evento    |
| ------------ | ----- | --------- |
| 10 de agosto | 10:00 | Bateria   |
| 10 de agosto | 21:30 | Semifinal |
| 11 de agosto | 18:40 | Final     |

## Resultados

### Bateria
Qualificação: 3 atletas de cada bateria (Q) mais os 3 melhores qualificados (q).
| Posição | Bateria | Atleta                  | Nacionalidade             | Tempo | Notas  |
| ------- | ------- | ----------------------- | ------------------------- | ----- | ------ |
| 1       | 2       | Hua Wilfried Koffi      | Costa do Marfim           | 10.29 | Q      |
| 2       | 6       | Ogho-Oghene Egwero      | Nigéria                   | 10.34 | Q      |
| 3       | 7       | Akani Simbine           | África do Sul             | 10.35 | Q      |
| 4       | 5       | Simon Magakwe           | África do Sul             | 10.38 | Q      |
| 5       | 7       | Emmanuel Dassor         | Gana                      | 10.41 | Q      |
| 5       | 3       | Mark Jelks              | Nigéria                   | 10.41 | Q      |
| 7       | 7       | Idrissa Adam            | Camarões                  | 10.43 | Q      |
| 8       | 4       | Solomon Afful           | Gana                      | 10.44 | Q      |
| 9       | 3       | Tim Abeyie              | Gana                      | 10.46 | Q      |
| 10      | 1       | Jammeh Adama            | Gâmbia                    | 10.49 | Q      |
| 10      | 4       | Monzavous Edwards       | Nigéria                   | 10.49 | Q      |
| 10      | 5       | Aziz Ouhadi             | Marrocos                  | 10.49 | Q      |
| 13      | 6       | Béranger Aymard Bosse   | República Centro-Africana | 10.55 | Q      |
| 14      | 6       | Titus Kafunda           | Zâmbia                    | 10.55 | Q      |
| 15      | 4       | Henricho Bruintjies     | África do Sul             | 10.55 | Q      |
| 16      | 1       | Moustapha Traoré        | Mali                      | 10.58 | Q      |
| 17      | 6       | Jonathan Permal         | Ilhas Maurícias           | 10.60 | q      |
| 17      | 7       | Yendoutien Tiebekabe    | Togo                      | 10.60 | q      |
| 19      | 2       | Skander Djamil Athmani  | Argélia                   | 10.62 | Q      |
| 19      | 7       | Holder da Silva         | Guiné-Bissau              | 10.62 | q      |
| 21      | 7       | Stephen Barasa          | Quênia                    | 10.66 |        |
| 22      | 5       | Pierre Paul Bissek      | Camarões                  | 10.67 | Q      |
| 22      | 6       | Yateya Kambepera        | Botswana                  | 10.67 |        |
| 24      | 6       | Francis Zimwara         | Zimbabwe                  | 10.68 |        |
| 25      | 5       | Gogbeu Francis Koné     | Costa do Marfim           | 10.69 |        |
| 26      | 1       | Gue Arthur Cissé        | Costa do Marfim           | 10.72 | Q      |
| 26      | 5       | Moulaye Sonko           | Senegal                   | 10.72 |        |
| 28      | 3       | Even Tjiviju            | Namíbia                   | 10.74 | Q      |
| 29      | 2       | Sibusiso Matsenjwa      | Essuatíni                 | 10.76 | Q      |
| 30      | 5       | Jean Yann de Grace      | Ilhas Maurícias           | 10.78 |        |
| 31      | 4       | Dannys Assoumou         | Gabão                     | 10.80 |        |
| 32      | 2       | Jean Tarcisus Batambock | Camarões                  | 10.84 |        |
| 33      | 4       | Mohamed El Shushin      | Líbia                     | 10.87 |        |
| 34      | 4       | Brisso Bahorou Akim     | Benim                     | 10.94 |        |
| 35      | 5       | Tonny Chirchir          | Quênia                    | 10.95 |        |
| 35      | 2       | Leeroy Henriette        | Seicheles                 | 10.95 |        |
| 37      | 3       | Didier Kiki             | Benim                     | 10.96 |        |
| 38      | 1       | Zenebe Madfu            | Etiópia                   | 11.00 |        |
| 39      | 3       | João Manu de Barros     | São Tomé e Príncipe       | 11.03 |        |
| 40      | 2       | Abyot Lencho            | Etiópia                   | 11.08 |        |
| 40      | 4       | Hamza Mlaab             | Marrocos                  | 11.08 |        |
| 42      | 6       | Dylan Sicobo            | Seicheles                 | 11.22 |        |
| 43      | 3       | Jidou El Moctar         | Mauritânia                | 11.58 |        |
| 44      | 1       | Osman Tahir             | Eritreia                  | 11.88 |        |
| 45      | 6       | Yanis Dallay            | Comores                   | 12.84 |        |
| 46      | 7       | Hamza Ouahbi            | Marrocos                  | DNF   |        |
| 46      | 3       | Walter Moenga           | Quênia                    | DSQ   | R162.6 |
| 47      | 1       | Mauro Gaspar            | Angola                    | DNS   |        |
| 47      | 1       | Alexandre Mandaba       | República Centro-Africana | DNS   |        |
| 47      | 2       | Oumar Sabour            | Chade                     | DNS   |        |
| 47      | 4       | Osvaldo Alexandre       | Angola                    | DNS   |        |

### Semifinal
Qualificação: 2 atletas de cada bateria  (Q) mais os  2 melhores qualificados (q). 
| Posição | Bateria | Atleta                 | Nacionalidade             | Tempo | Notas |
| ------- | ------- | ---------------------- | ------------------------- | ----- | ----- |
| 1       | 2       | Mark Jelks             | Nigéria                   | 10.16 | Q     |
| 2       | 1       | Hua Wilfried Koffi     | Costa do Marfim           | 10.17 | Q     |
| 3       | 2       | Akani Simbine          | África do Sul             | 10.27 | Q     |
| 4       | 2       | Aziz Ouhadi            | Marrocos                  | 10.33 | q     |
| 5       | 3       | Simon Magakwe          | África do Sul             | 10.36 | Q     |
| 6       | 3       | Ogho-Oghene Egwero     | Nigéria                   | 10.37 | Q     |
| 7       | 1       | Monzavous Edwards      | Nigéria                   | 10.38 | Q     |
| 7       | 2       | Tim Abeyie             | Gana                      | 10.38 | q     |
| 9       | 1       | Jammeh Adama           | Gâmbia                    | 10.41 |       |
| 10      | 1       | Henricho Bruintjies    | África do Sul             | 10.44 |       |
| 11      | 1       | Solomon Afful          | Gana                      | 10.46 |       |
| 12      | 2       | Jonathan Permal        | Ilhas Maurícias           | 10.49 |       |
| 13      | 2       | Idrissa Adam           | Camarões                  | 10.50 |       |
| 14      | 3       | Béranger Aymard Bosse  | República Centro-Africana | 10.52 |       |
| 15      | 3       | Emmanuel Dassor        | Gana                      | 10.52 |       |
| 16      | 2       | Titus Kafunda          | Zâmbia                    | 10.58 |       |
| 17      | 3       | Yendoutien Tiebekabe   | Togo                      | 10.63 |       |
| 18      | 1       | Even Tjiviju           | Namíbia                   | 10.66 |       |
| 19      | 1       | Holder da Silva        | Guiné-Bissau              | 10.66 |       |
| 20      | 1       | Moustapha Traoré       | Mali                      | 10.74 |       |
| 21      | 2       | Sibusiso Matsenjwa     | Essuatíni                 | 10.80 |       |
| 21      | 3       | Skander Djamil Athmani | Argélia                   | 10.80 |       |
| 23      | 3       | Gue Arthur Cissé       | Costa do Marfim           | 10.86 |       |
| 24      | 3       | Pierre Paul Bissek     | Camarões                  | DNS   |       |

### Final
| Posição           | Raia | Atleta             | Nacionalidade   | Tempo | Notas            |
| ----------------- | ---- | ------------------ | --------------- | ----- | ---------------- |
| Medalha de ouro   | 3    | Hua Wilfried Koffi | Costa do Marfim | 10.05 | Recorde nacional |
| Medalha de prata  | 6    | Mark Jelks         | Nigéria         | 10.07 |                  |
| Medalha de bronze | 7    | Monzavous Edwards  | Nigéria         | 10.16 |                  |
| 4                 | 5    | Simon Magakwe      | África do Sul   | 10.19 |                  |
| 5                 | 8    | Ogho-Oghene Egwero | Nigéria         | 10.28 |                  |
| 6                 | 1    | Aziz Ouhadi        | Marrocos        | 10.29 |                  |
| 7                 | 2    | Tim Abeyie         | Gana            | 10.40 |                  |
| 8                 | 4    | Akani Simbine      | África do Sul   | 13.14 |                  |

Legenda
| Recorde mundial       | Recorde mundial (World record)               |                       | Recorde africano                      | Recorde africano (African) |                                           | Q | Classificado por posição (Qualified) |
| Recorde do campeonato | Recorde do campeonato (Championship record)  | Recorde da América    | Recorde da América (Americas)         | q                          | Classificado por melhor tempo (Qualified) |   |                                      |
| Melhor marca do ano   | Melhor marca do ano (World leading)          | Recorde asiático      | Recorde asiático (Asian)              | DNS                        | Não largou (Did not start)                |   |                                      |
| Recorde nacional      | Recorde nacional (National record)           | Recorde europeu       | Recorde europeu (European)            | DNF                        | Não terminou (Did not finish)             |   |                                      |
| Recorde pessoal       | Recorde pessoal do atleta (Personal best)    | Recorde da Oceania    | Recorde da Oceania (Oceania)          | DSQ / DQ                   | Desclassificado (Disqualified)            |   |                                      |
| Recorde da temporada  | Recorde da temporada do atleta (Season best) | Recorde sul-americano | Recorde sul-americano (South America) | NM                         | Sem marca (No mark)                       |   |                                      |